# Pljussa
Pljussa nebo Pljusa (rusky Плюсса nebo Плюса) je řeka v Pskovské (horní tok) a Leningradské oblasti (dolní tok) v Rusku, pravý přítok Narvy. Je 281 km dlouhá. Povodí má rozlohu 6550 km².

## Průběh toku
Odtéká z jezera Zapljusje a ústí do Narvské vodní nádrže. Zdroj vody je smíšený s převahou sněhového. Zamrzá v listopadu až v prosinci a rozmrzá na konci března až na začátku dubna. Je splavná. Na Pljusse leží město Slancy.

## Vodní stav
Průměrný průtok je 50 m³/s.